# Daniel Keyes
Daniel Keyes (9 august 1927 - 15 iunie 2014) este un autor american cel mai bine cunoscut pentru povestirea sa care a primit premiul Hugo Flowers for Algernon (Flori pentru Algernon). 
Keyes a fost desemnat cel mai emerit autor de către Science Fiction and Fantasy Writers în anul 2000. 

## Flowers for Algernon
Povestirea Flori pentru Algernon (Flowers for Algernon, en)a apărut în aprilie 1959 în The Magazine of Fantasy & Science Fiction și a fost transformată într-un roman în 1966. După roman s-au realizat mai multe filme cum ar fi Charly în 1968 sau unul cu același nume în 2000. A primit premiul Hugo în 1959 și premiul Nebula în 1966.

## Opera
- Flowers for Algernon (povestire scurtă) (1959)
- Flori pentru Algernon (roman) [14](1966)
- The Touch (1968)
- The Fifth Sally (1980)
- The Minds of Billy Milligan (Mințile lui Billy Milligan, 1981) (după care s-a realizat filmul The Crowded Room, TBA)
- Unveiling Claudia (1986)
- Daniel Keyes Collected Stories (1993)
- The Milligan Wars: A True-Story Sequel (1994)
- Until Death (1998)
- Algernon, Charlie, and I: A Writer's Journey